# René Van Meenen
René Van Meenen (* 14. Januar 1931 in Drongen) ist ein ehemaliger belgischer Radrennfahrer.
Als Amateur gewann Van Meenen gewann 1954 die Ägypten-Rundfahrt und zwei Etappen der Friedensfahrt. In Ägypten gewann er bei seinem Gesamtsieg vier Etappen. 1955 startete er als Unabhängiger und gewann die Nordholland-Rundfahrt. Bei der Spanien-Rundfahrt 1961 konnte er eine Etappe gewinnen.
Seine Karriere als Berufsfahrer startete er 1956 mit dem französischen Radsportteam Mercier-BP-Hutchinson und wechselte mehrfach die Mannschaft. Zu seinen größten Erfolgen als Profi zählten ein Etappensieg bei der Vuelta a España 1961 und der Gewinn des halbklassikers Het Volk 1963. Beim Monument des Radsports Lüttich–Bastogne–Lüttich wurde er 1958 Sechster.
Nach dem Ende seiner Laufbahn als Berufsfahrer nach der Saison 1966 arbeitete er in Geel bei Antwerpen als Mechaniker.

## Palmarès
1953
- eine Etappe Ronde van Limburg (Amateure)
- eine Etappe Grand Prix François Faber

1954
- Gesamtwertung und eine Etappe Ägypten-Rundfahrt
- zwei Etappen Friedensfahrt

1955
- Ronde van Noord-Holland

1961
- eine Etappe Vuelta a España

1963
- Omloop Het Volk
- GP Dulieu